# دپرامین
دپرامین(به انگلیسی: Depramine) (INN ; GP-31,406)، همچنین با نام‌های بالیپرامین (BAN) و ۱۱٬۱۰-دهیدروایمی‌پرامین نیز شناخته می‌شود، یک ضدافسردگی سه‌حلقه‌ای (TCA) است که هرگز به بازار عرضه نشد.

## همچنین ببینید
- ضدافسردگی‌های سه‌حلقه‌ای